# Naissance en 1937
Naissance
- 1933
- 1934
- 1935
- 1936
- 1937
- 1938
- 1939
- 1940
- 1941

Cette page dresse une liste de personnalités nées au cours de l'année 1937 présentée dans l'ordre chronologique.
La liste des personnes référencées dans Wikipédia est disponible dans la page de la Catégorie: Naissance en 1937.

## Janvier
- 1er janvier :
  - Bob McNair, homme d'affaires américain († 23 novembre 2018).
  - Vlatko Marković, joueur et entraîneur de football yougoslave puis croate († 23 septembre 2013).
  - Esteban Martín, coureur cycliste espagnol († 25 août 1995).
- 3 janvier : Nadia Lutfi, actrice égyptienne († 4 février 2020).
- 4 janvier : Grace Bumbry, mezzo soprano américaine († 7 mai 2023).
- 5 janvier :
  - Albert Durand, footballeur français († 27 novembre 2006).
  - Werner Lorenz, joueur de hockey sur glace allemand († 20 mars 2020).
- 6 janvier :
  - Paolo Conte, chanteur, parolier et instrumentaliste italien.
  - Henri Leonetti, footballeur français († 27 février 2018).
  - Jean-Marie Roux, homme politique français († 4 avril 2015).
  - Melody Millicent Danquah, première aviatrice ghanéenne († 18 mars 2016).
- 8 janvier :
  - Shirley Bassey, chanteuse britannique.
  - Klaus Fritzinger, footballeur puis pilote automobile allemand († 9 janvier 2015).
  - Louis Le Pensec, personnalité politique française († 10 janvier 2024).
- 9 janvier : Gay Firth, autrice irlandaise († 9 janvier 2005).
- 10 janvier : Tsunenori Kawai, homme politique japonais († 7 septembre 2017).
- 11 janvier : Jean-Pierre Bertrand, peintre français († 29 juin 2016).
- 12 janvier : Vidya Bal, écrivaine et éditrice féministe marathi du Maharashtra († 30 janvier 2020).
- 13 janvier :
  - Ann Williams, médiéviste britannique.
  - Boris Vassiliev, coureur cycliste soviétique puis Russe († 18 juin 2000).
- 14 janvier :
  - Jean Faure, homme politique français († 13 mai 2022).
  - Stefano Satta Flores, acteur et dramaturge italien († 22 octobre 1985).
  - Leo Kadanoff, physicien américain († 26 octobre 2015).
- 15 janvier : Raimo Vartia, joueur de basket-ball finlandais († 18 décembre 2018).
- 16 janvier :
  - Gérard Fourez, prêtre jésuite et théologien belge († 2 septembre 2018).
  - Francis George, cardinal américain, archevêque de Chicago († 17 avril 2015).
- 18 janvier : 
  - Luzius Wildhaber, juriste suisse, président de la Cour européenne des droits de l'homme († 21 juillet 2020).
  - John Hume, homme politique nord-irlandais († 3 août 2020).
- 19 janvier : 
  - Henri Houdouin, homme politique français († 9 juin 2015).
  - Birgitte de Suède, aristocrate suédoise († 4 décembre 2024).
  - Joseph Nye, théoricien, géopolitique américain († 6 mai 2025).
- 20 janvier : Albert-Marie de Monléon, évêque catholique français, dominicain et évêque de Meaux († 29 avril 2019).
- 23 janvier : José Ferdinando Puglia, footballeur brésilien († 6 avril 2015).
- 24 janvier : 
  - Suzanne Tremblay, professeure et femme politique fédérale du Québec († 26 septembre 2020).
  - Marie-Pierre Casey, Comédienne française.
- 25 janvier : 
  - Gregory Sierra, acteur américain († 4 janvier 2021).
  - Bill Pascrell, politicien américain († 21 août 2024).
- 26 janvier : Sombat Metanee, chanteur et acteur thaïlandais († 18 août 2022).
- 27 janvier :
  - John Ogdon, pianiste et compositeur britannique († 1er août 1989).
  - David Yallop, romancier, essayiste, journaliste et scénariste britannique († 23 août 2018).
- 28 janvier : John Normington, acteur britannique († 26 juillet 2007).
- 29 janvier : 
  - Frank Iacobucci, juge de la Cour suprême du Canada.
  - Laurence Deonna, écrivaine et journaliste suisse († 2 août 2023).
- 30 janvier :
  - Bruce Johnstone, coureur automobile sud-africain († 3 mars 2022).
  - Boris Spassky, joueur d’échecs soviétique puis français († 27 février 2025).
- 31 janvier :
  - Regimantas Adomaitis, acteur de théâtre et de cinéma lituanien († 20 juin 2022).
  - Philip Glass, compositeur américain.
  - Michel Harvey, joueur de hockey sur glace canadien († 12 février 2017).
  - Pierre Papadiamandis, pianiste français et compositeur d'Eddy Mitchell († 22 mars 2022).

## Février
- 1er février :
  - Audrys Juozas Bačkis, cardinal lituanien.
  - Michel Lis, journaliste, animateur de radio et de télévision français († 9 juin 2015).
  - Yves Préfontaine, écrivain canadien († 31 mars 2019).
  - Maryan Wisniewski, footballeur français († 3 mars 2022).
- 2 février :
  - Eric Arturo Delvalle, président de la République du Panama († 2 octobre 2015).
  - Zacharie Noah, footballeur camerounais († 8 janvier 2017).
  - Alexandra Streltchenko, chanteuse soviétique puis russe († 2 août 2019).
- 3 février : Alex Young, footballeur écossais († Modèle:Date de déc§s).
- 5 février : Hervé Brousseau, chanteur, comédien et animateur de télévision québécois († 4 janvier 2017).
- 7 février : Jacques Saadé, homme d'affaires franco-libanais d’origine syrienne († 24 juin 2018).
- 8 février :
  - Manfred Krug, acteur, chanteur et écrivain allemand († 21 octobre 2016).
  - Gueorgui Noskov, ornithologue soviétique puis russe († 9 janvier 2017).
  - Emmanuel Richard Priso Ngom Priso, dirigeant camerounais († 10 avril 2018).
  - Harry Wu, dissident et détenu catholique chinois († 26 avril 2016).
- 10 février : Iouri Poïarkov, joueur de volley-ball soviétique puis ukrainien († 10 février 2017).
- 11 février :
  - Maryse Condé, écrivaine guadeloupéenne († 2 avril 2024).
  - Mauro Staccioli, sculpteur italien († 1er janvier 2018).
- 12 février :
  - Nino Fuscagni, acteur et animateur de télévision italien († 19 juillet 2018).
  - Victor-Emmanuel, prince d’italien († 3 février 2024).
  - Souleymane Diallo, boxeur sénégalais.
- 13 février :
  - Rupiah Banda, homme d'État zambien († 11 mars 2022).
  - Andrée Brunin, poète français († 1er avril 1993).
  - Sigmund Jähn, spationaute allemand († 21 septembre 2019).
- 14 février : Márta Rudas, athlète hongroise spécialiste du lancer du javelot († 6 juin 2017).
- 15 février :
  - Fausto Cigliano, chanteur, guitariste et acteur italien († 17 février 2022).
  - Nathan Davis, musicien et compositeur de jazz américain († 8 avril 2018).
  - Petr Kop, joueur et entraîneur de volley-ball tchécoslovaque puis tchèque († 27 janvier 2017).
  - Zoltán Peskó, chef d'orchestre et compositeur hongrois († 31 mars 2020).
- 16 février :
  - Valentin Bondarenko, cosmonaute soviétique († 23 mars 1961).
  - Emilio Salaber, footballeur espagnol († 2 octobre 2018).
- 17 février :
  - David Meltzer, écrivain, poète et musicien américain († 31 décembre 2016).
  - Benjamin Whitrow, acteur britannique († 28 septembre 2017).
- 18 février : Egon Adler, coureur cycliste allemand († 28 janvier 2015).
- 19 février :
  - Alain Labrousse, journaliste, sociologue et géopolitologue français († 6 juillet 2016).
  - David Margulies, acteur américain († 11 janvier 2016).
  - Pavel Nesleha, peintre, dessinateur, graveur et photographe tchécoslovaque puis tchèque († 13 septembre 2003).
  - Boris Pougo, homme politique soviétique († 22 août 1991).
- 20 février :
  - Georges Leonardos, journaliste et écrivain grec.
  - Takahiko Iimura, artiste et réalisateur japonais († août 2022).
  - Nancy Wilson, chanteuse et actrice américaine († 13 décembre 2018).
- 21 février :
  - Ron Clarke, athlète australien pratiquant le fond et le demi-fond († 17 juin 2015).
  - Harald V, roi de Norvège depuis le 17 janvier 1991.
  - Odile Rodin, actrice française († 12 décembre 2018).
- 22 février : Petar Radaković, footballeur yougoslave († 1er novembre 1966).
- 25 février : Austin Rhodes, joueur de rugby à XIII anglais († 12 février 2019).
- 26 février : Eduardo Arroyo, peintre, graveur, lithographe, sculpteur et décorateur de théâtre espagnol († 14 octobre 2018).
- 27 février : Albert Mkrtchyan, réalisateur, scénariste et acteur soviétique puis arménien († 28 février 2018).

## Mars
- 1er mars : 
  - Stig Bergling, policier et officier de réserve suédois († 24 janvier 2015).
  - Jed Allan, acteur américain († 9 mars 2019).
- 2 mars : Abdelaziz Bouteflika, homme d’État algérien († 17 septembre 2021).
- 3 mars :
  - Bobby Driscoll, acteur américain († 30 mars 1968).
  - Tsukasa Hosaka, footballeur japonais († 21 janvier 2018).
  - Floris Michael Neusüss, photographe allemand († 1er avril 2020).
- 6 mars :
  - José Francisco Peña Gómez, avocat et homme politique dominicain († 10 mai 1998).
  - Valentina Terechkova, cosmonaute soviétique puis russe.
- 7 mars : Chicuelo (Rafael Jiménez Castro), matador espagnol († 1er avril 2023).
- 8 mars :
  - Juvénal Habyarimana, militaire et homme d'État rwandais, président du Rwanda de 1973 à sa mort († 6 avril 1994).
  - André Aschieri, homme politique français († 6 décembre 2021).
- 9 mars :
  - Bernard Landry, ex-premier ministre du Québec († 6 novembre 2018).
  - Peter Vogel, physicien et artiste cybernétique allemand († 8 mai 2017).
- 11 mars :
  - Jovan Divjak, militaire yougoslave puis bosnien († 8 avril 2021).
  - Lorne Loomer, rameur d'aviron canadien († 1er janvier 2017).
  - Aleksandra Zabelina, escrimeuse soviétique puis russe († 27 mars 2022).
- 12 mars :
  - Carlo Bonomi, acteur italien spécialisé dans le doublage († 6 août 2022).
  - Janne Carlsson, acteur et musicien suédois († 31 août 2017).
- 13 mars : 
  - Antonio Betancort, footballeur espagnol († 15 mars 2015).
  - Gert Hofbauer, trompettiste autrichien († 4 août 2017).
  - Maïmouna Kane, juriste et femme politique sénégalaise († 1er mars 2019).
  - Vladimir Makanine, écrivain russe († 1er novembre 2017).
- 15 mars : Valentin Raspoutine, écrivain soviétique puis russe († 14 mars 2015).
- 16 mars :
  - Attilio Nicora, cardinal italien († 22 avril 2017).
  - Guillaume Raskin, footballeur belge († 16 novembre 2016).
- 17 mars :
  - Vince Martin, chanteur et auteur-compositeur américain († 6 juillet 2018).
  - Maya Surduts, militante féministe française († 13 avril 2016).
- 18 mars :
  - Rudi Altig, coureur cycliste allemand († 11 juin 2016).
  - Sacha Sosno, sculpteur, peintre et plasticien français († 3 décembre 2013).
- 19 mars :
  - Elżbieta Dzikowska, femme de lettres polonaise.
  - Maurice Roëves, acteur britannique († 15 juillet 2020).
- 20 mars :
  - Vonick Laubreton, peintre français († 4 octobre 2021).
  - Lina Morgan, actrice de théâtre, de cinéma et de télévision espagnole († 20 août 2015).
- 21 mars : Ann Clwyd, politicienne britannique († 21 juillet 2023).
- 22 mars : Alexeï Petrov, coureur cycliste soviétique puis russe († Modèle:Date de dècès).
- 23 mars :
  - Ibrahim Abouleish, médecin et un chimiste égyptien († 15 juin 2017).
  - Tony Burton, acteur américain († 25 février 2016).
- 24 mars : Romain Bouteille, metteur en scène, comédien et humoriste français († 31 mai 2021).
- 25 mars : Roger Moy, footballeur français († 24 octobre 2007).
  - Ahmed Qoreï, homme politique palestinien († 26 février 2023).
- 28 mars :
  - Jean-François Arrigoni Neri, peintre, illustrateur, graveur et lithographe français († 23 novembre 2014).
  - Jean Baechler, universitaire et sociologue français († 31 août 2022).
  - Geraldo Verdier, évêque catholique franco-brésilien († 22 octobre 2017).
- 29 mars : 
  - Jean Saint-Germain, inventeur québécois († 16 septembre 2016).
  - James Matthew Lee, premier ministre de l'Île-du-Prince-Édouard.
- 30 mars :
  - Warren Beatty, acteur et réalisateur américain.
  - Michel Modo, acteur et doubleur français († 24 septembre 2008).
  - Philippe Stevens, prélat catholique belge († 7 décembre 2021).
- 31 mars :
  - Pierre Gisling, peintre, présentateur télévisuel, journaliste, réalisateur, écrivain et enseignant suisse († 16 janvier 2017).
  - Giuseppe Sartore, coureur cycliste italien († 30 mai 1995).
  - Claude Allègre, géochimiste et homme politique français († 4 janvier 2025).

## Avril
- 1er avril : Yilmaz Guney, réalisateur, scénariste, metteur en scène, acteur et écrivain turc d'origine kurde († 9 septembre 1984).
- 3 avril : Lawrence Dane, acteur, producteur, réalisateur et scénariste canadien († 21 mars 2022).
- 5 avril : 
  - Colin Powell, général et homme politique américain († 18 octobre 2021).
  - Maryanne Trump Barry, juge américaine († 13 novembre 2023).
- 6 avril : Merle Haggard,  chanteur, guitariste et compositeur de musique country américain († 6 avril 2016).
- 8 avril : Momo Kapor, peintre et écrivain yougoslave puis serbe († 3 mars 2010).
- 10 avril : Mohammed Nasif Kheirbek, personnalité politique syrienne († 28 juin 2015)
- 12 avril :
  - Robert Chaudenson, linguiste français († 7 avril 2020).
  - Pedro Tramullas, sculpteur français d'origine espagnole († 21 septembre 2017).
  - Igor Volk, cosmonaute soviétique puis ukrainien († 3 janvier 2017).
- 13 avril : Berge Furre, historien, théologien et homme politique norvégien († 11 janvier 2016).
- 14 avril :
  - Guy Bagnard, évêque catholique français, évêque de Belley-Ars.
  - Marius Cottier, homme politique suisse († 7 mars 2019).
  - Ryūzō Saki, écrivain japonais († 31 octobre 2015).
- 15 avril :
  - Daniel Pommereulle, peintre, sculpteur, cinéaste et poète français († 30 décembre 2003).
  - Frank Vincent, acteur américain († 13 septembre 2017).
- 16 avril : George Steele, catcheur et acteur américain († 16 février 2017).
- 17 avril : José Farías, footballeur argentin († 10 juin 2004).
- 18 avril :
  - Joaquim Carvalho, footballeur portugais († 5 avril 2022).
  - Natalia LL, artiste polonaise († 12 août 2022).
  - Thomas G. Phillips, spécialiste de physique du solide puis astronome américain († 6 août 2022).
- 20 avril : George Takei, acteur, producteur et scénariste américain.
- 21 avril :
  - Jean-Jean Marcialis, footballeur français († 4 juillet 2013).
  - Giorgio Pressburger, écrivain, réalisateur, scénariste et dramaturge hongrois, naturalisé italien († 5 octobre 2017).
- 22 avril : Jack Nicholson, acteur américain.
- 23 avril :
  - René Bouin, homme politique et chef d'entreprise français († 7 octobre 2018).
  - Bobby Campbell, joueur et entraîneur de football anglais († 6 novembre 2015).
- 24 avril :
  - Joe Henderson, saxophoniste de jazz américain († 30 juin 2001).
  - Viktor Zubkov, joueur de basket-ball soviétique puis russe († 16 octobre 2016).
- 25 avril :
  - Xavier Gouyou-Beauchamps, haut fonctionnaire français († 15 janvier 2019).
  - Nazzareno Zamperla, acteur et cascadeur italien († 19 mars 2020).
- 26 avril :
  - Jean-Pierre Beltoise, coureur automobile français († 5 janvier 2015).
  - Gareth Gwenlan, producteur et réalisateur britannique († 9 mai 2016).
  - Jean Mailland, écrivain, parolier et réalisateur pour le cinéma et la télévision français († 9 mai 2017).
  - Ivan Renar, homme politique français († 29 mai 2022).
- 28 avril :
  - Saddam Hussein, homme d'État irakien, président et dictateur de l'Irak de 1979 à 2003 († 30 décembre 2006).
  - Mascarenhas, footballeur angolais puis portugais († 25 août 2015).
  - Dmitri Plavinski, peintre et graphiste soviétique puis russe († 1er septembre 2012).
- 29 avril :
  - Hasil Adkins, musicien de country, rock 'n' roll, blues américain († 26 avril 2005).
  - Donald Arthur, acteur et scénariste américain († 21 septembre 2016).
  - Lluís Martínez i Sistach, cardinal espagnol, archevêque de Barcelone.
  - Gabrielle Russier, agrégée des Universités Française († 1er septembre 1969)

## Mai
- 2 mai : Ted Dabney, pionnier de l'industrie du jeu vidéo américain († 26 mai 2018).
- 3 mai : Nélida Piñón, écrivaine brésilienne († 17 décembre 2022).
- 4 mai :
  - Ron Carter, contrebassiste de jazz américain.
  - Dick Dale, guitariste américain († 16 mars 2019).
  - George Konik, joueur de hockey sur glace canadien et américain († 21 octobre 2016).
  - Wim Verstappen, réalisateur néerlandais († 24 juillet 2004).
- 8 mai : 
  - Bayram, plasticien, peintre, sculpteur, photographe et poète soviétique naturalisé français († 2 mai 2012).
  - Thomas Pynchon, écrivain américain.
- 10 mai : Tamara Press, athlète soviétique puis russe spécialiste du lancer du disque et du poids († Modèle:Datede décès).
- 11 mai : Gueorgui Chenguelaia, acteur, scénariste et réalisateur soviétique puis géorgien († 17 février 2020).
- 12 mai :
  - Vladimír Andrs, rameur tchécoslovaque puis tchèque († 17 juin 2018).
  - George Carlin, humoriste de stand-up américain († 22 juin 2008).
  - Jai Ram Reddy, homme politique et juge fidjien († 29 août 2022).
  - Alan Root, documentariste britannique († 26 août 2017).
  - Bumper Tormohlen, joueur et entraîneur de basket-ball américain († 27 décembre 2018).
- 13 mai :
  - Jerome Charyn, écrivain américain.
  - Beverly Owen, actrice américaine († 21 février 2019).
  - Roger Zelazny, auteur américain de roman fantastique et de science-fiction († 14 juin 1995).
- 15 mai : 
  - Madeleine Albright, diplomate et femme politique américaine († 23 mars 2022).
  - Trini Lopez, chanteur américain d'origine mexicaine († 11 août 2020).
- 16 mai : Yvonne Craig, actrice et danseuse de ballet américaine († 17 août 2015).
- 17 mai : George Abe, mangaka japonais († 1er septembre 2019).
- 18 mai : 
  - Jackie Pigeaud, philologue, latiniste et historien de la médecine français († 13 novembre 2016).
  - Jacques Santer, homme politique luxembourgeois.
- 19 mai :
  - Johan Asplund, sociologue suédois († 13 novembre 2018).
  - Pat Roach, acteur et catcheur britannique († 17 juillet 2004).
- 20 mai : 
  - Ted D'Arms, acteur américain († 18 décembre 2011).
  - Maria Teresa Horta, écrivaine portugaise († 4 février 2025).
- 21 mai :
  - Ricardo Alarcón, homme politique cubain († 30 avril 2022).
  - Isobel Varley, britannique, nommée la senior la plus tatouée au monde en 2000 par le livre Guinness des records († 11 mai 2015).
  - Mengistu Haile Mariam, officier et homme d'État éthiopien.
- 22 mai : 
  - Jean-Marie André, homme politique français.
  - Guy Marchand, acteur, chanteur, musicien et écrivain français († 15 décembre 2023).
- 24 mai :
  - Timothy Brown, acteur et joueur de football américain († 4 avril 2020).
  - Archie Shepp, saxophoniste de jazz américain.
- 26 mai : Monkey Punch, mangaka japonais († 11 avril 2019).
- 27 mai : Andreï Bitov, écrivain et scénariste soviétique puis russe († 3 décembre 2018).
- 29 mai : Alois Kothgasser, évêque autrichien († 22 février 2024).
- 30 mai : Deanna Lund, actrice américaine († 22 juin 2018).
- 31 mai :
  - Yaffa Eliach, historienne américaine de la Shoah († 8 novembre 2016).
  - Pierre Lorthioir, peintre et dessinateur français († 28 juillet 2010).
  - Claude Polin, philosophe politique, politologue et essayiste français († 23 juillet 2018).

## Juin
- 1er juin :
  - Morgan Freeman, acteur américain.
  - Colleen McCullough, écrivaine australienne († 29 janvier 2015).
  - Ezio Pascutti, footballeur italien († 4 janvier 2017).
  - Henri Tisot, acteur, imitateur, humoriste et écrivain français († 6 août 2011).
- 2 juin :
  - Timothy Behrens, peintre britannique († 8 février 2017).
  - Robert Paul, patineur artistique canadien.
  - Sally Kellerman, actrice américaine († 24 février 2022).
- 3 juin :
  - Ray Brady, footballeur irlandais († 15 novembre 2016).
  - Gilbert Cardon, un des pionniers belge de l'agroécologie et de la permaculture († 13 novembre 2020).
  - Jean-Pierre Jaussaud, pilote automobile français († 22 juillet 2021).
  - Grachan Moncur III, tromboniste de jazz américain († 3 juin 2022).
- 4 juin : Minoru Betsuyaku, dramaturge, essayiste et critique littéraire japonais († 3 mars 2020).
- 5 juin : Hélène Cixous, écrivaine, philosophe et dramaturge française.
- 7 juin : 
  - John Williamson, économiste britannique († 11 avril 2021).
  - Christopher Baker, réalisateur et assistant de production de télévision britannique († 20 février 2011).
- 8 juin : 
  - Bruce McCandless II, astronaute américain († 21 décembre 2017).
  - Jean-Luc Parodi, politologue français († 21 janvier 2022).
- 10 juin : Luciana Paluzzi, actrice italienne.
- 11 juin :
  - Johnny Brown, acteur et chanteur américain † 2 mars 2022).
  - Lucien Degauchy, homme politique français († 11 février 2022).
  - Guy Romano, évêque catholique français.
- 12 juin : Chips Moman, producteur et auteur-compositeur américain († 13 juin 2016).
- 13 juin :
  - Irina Kiritchenko, coureuse cycliste soviétique puis ukrainienne († 11 mars 2020).
  - Eleanor Holmes Norton, femme politique américaine, déléguée membre du district de Columbia, auprès de la chambre des représentants des États-Unis depuis 1991.
  - Alla Yoshpe, chanteuse soviétique puis russe († 30 janvier 2021).
- 15 juin : 
  - Michèle Cotta, journaliste et écrivain française.
  - Curtis Cokes, boxeur américain († 29 mai 2020).
- 16 juin : 
  - Margarita Ivanovna Filanovich, historienne et archéologue ouzbèke.
  - Siméon II, homme d'État bulgare et dernier roi des Bulgares.
  - Philippe Adler, chroniqueur musical et animateur de télévision français († 12 mars 2017).
- 17 juin : Clodovil Hernandes, personnalité de la mode, présentateur de télévision et homme politique brésilien († 17 mars 2009).
- 18 juin : Vitali Jolobov, cosmonaute et homme politique soviétique puis ukrainien.
- 19 juin : André Glucksmann, philosophe et essayiste français († 10 novembre 2015).
- 21 juin :
  - Luis Grajeda,  joueur de basket-ball mexicain († 15 janvier 2019).
  - Jon Huntsman, Sr., homme d'affaires et philanthrope américain († 2 février 2018).
- 23 juin : Martti Ahtisaari, diplomate et homme d'État finlandais, président de la Finlande de 1994 à 2000 († 16 octobre 2023).
- 24 juin : Michel Tromont, homme politique belge († 9 juillet 2018).
- 25 juin : 
  - Albert Filozov, acteur soviétique puis russe († 11 avril 2016).
  - Nawaf al-Ahmad al-Jaber al-Sabah, homme d'État koweitien († 16 décembre 2023).
- 26 juin :
  - Nicholas Luard, homme politique et écrivain britannique († 25 mai 2004).
  - Reggie Workman, contrebassiste de jazz américain.
- 27 juin : 
  - Joseph P. Allen, astronaute américain.
  - André Chéret, dessinateur de bande dessinée française, connu pour Rahan († 5 mars 2020).
  - Vladimir Herzog, journaliste brésilien, opposant à la dictature de 64-85 († 25 octobre 1975).
- 28 juin :
  - Richard Bright, acteur américain († 18 février 2006).
  - Fernand Labrie, endocrinologue et professeur chercheur canadien († 17 janvier 2019).
- 30 juin :
  - Igor Popov, artiste et architecte soviétique puis russe († 1er janvier 2014).
  - Gaïnan Saïdkhoujine, coureur cycliste soviétique († 13 mai 2015).

## Juillet
- 1er juillet :
  - Mohamud Muse Hersi, homme politique et militaire somalien († 8 février 2017).
  - Galya Novents, actrice soviétique arménienne († 22 juillet 2012).
- 3 juillet : Tom Stoppard, réalisateur, scénariste britannique.
- 4 juillet : Sonja Haraldsen, Reine consort de Norvège.
- 5 juillet : Nita Lowey, personnalité politique américaine († 15 mars 2025).
- 6 juillet : Ned Beatty, acteur américain († 13 juin 2021).
- 7 juillet :
  - Nelson Kuhn, sportif canadien pratiquant l'aviron.
  - Onib Olmedo, peintre expressionniste philippin († 8 septembre 1996).
- 8 juillet :
  - Marie-Henriette Manuel-Doussaint, joueuse de basket-ball française († 22 janvier 2010).
  - Tony Warren, scénariste britannique pour la télévision, aussi acteur et romancier († 1er mars 2016).
  - Kate Jobson, nageuse suédoise.
- 9 juillet : 
  - Michel Fortin, acteur français († 15 mars 2011).
  - David Hockney, peintre et graveur britannique.
- 12 juillet :
  - Bill Cosby, acteur, producteur, scénariste, compositeur, humoriste et réalisateur américain.
  - Lionel Jospin, homme politique français.
  - Michel Louvain, chanteur canadien († 14 avril 2021).
  - Robert McFarlane, officier des Marine Corps américain († 13 mai 2022).
  - Fernand Teyssier, peintre et sculpteur français († 2 mars 1988).
- 14 juillet :
  - David Lytton-Cobbold, 2e baron Cobbold, pair héréditaire et ancien membre de la Chambre des lords britannique († 10 mai 2022).
  - Yoshirō Mori, homme politique japonaise.
- 15 juillet :
  - Lilian Camberabero, joueur de rugby à XV français († 29 décembre 2015).
  - Fernando Mamede Mendes, footballeur portugais († 31 mars 2016).
  - Peter Tallberg, skipper finlandais († 16 mai 2015).
  - Wes Wilson, affichiste et designer américain († 24 janvier 2020).
- 16 juillet :
  - Søren Andersen, footballeur danois († 16 juillet 1960).
  - Andrija Anković, joueur et entraîneur de football yougoslave († 28 avril 1980).
- 20 juillet : Timothy Scott, acteur américain († 14 juin 1995).
- 22 juillet :
  - Jean-Pierre Beauviala, ingénieur et électronicien français († 8 avril 2019).
  - Jean-Claude Lebaube, coureur cycliste français († 2 mai 1977).
- 23 juillet :
  - José Mata, matador espagnol († 27 juillet 1971).
  - Joseph Novales, coureur cycliste espagnol naturalisé français († 23 mars 1985).
  - 24 juillet : Manoj Kumar, acteur et réalisateur indien († 4 avril 2025).
- 25 juillet : Todd Armstrong, acteur américain († 17 novembre 1992).
- 26 juillet : Ercole Spada, designer automobile italien († 3 août 2025).
- 27 juillet :
  - Detto Mariano, auteur-compositeur, pianiste, arrangeur, producteur et éditeur de musique italien († 25 mars 2020).
  - Husan Sharipov, acteur soviétique puis ouzbek († 25 juin 2018 ou 26 juin 2018).
- 28 juillet : Francis Veber, réalisateur français.
- 29 juillet :
  - Robert Malaval, dessinateur, peintre et sculpteur français († 17 août 1980).
  - Jean Tourlonias, peintre français († 25 juin 2000).
- 31 juillet :
  - Louis Bourgeois, footballeur français († 22 février 2022).
  - Isabelle Daniels, athlète américaine spécialiste du sprint († 8 septembre 2017).
  - Tony Ranasinghe, acteur srilankais de théâtre, de cinéma et de télévision († 16 juin 2015).

## Août
- 1er août : Robert Philippe, footballeur français († 13 juillet 2016).
- 2 août : Shigeko Kubota, artiste contemporaine américaine d'origine japonaise († Modèle:Date e décès).
- 3 août :
  - Lluís Coll, footballeur espagnol († 8 janvier 2008).
  - Peter van Gestel, écrivain et scénariste néerlandais († 1er mars 2019).
- 4 août :
  - Thierry Roland, journaliste sportif français et commentateur de matchs de football († 16 juin 2012).
  - Sergio Zaniboni, auteur de bande dessinée italien († 18 août 2017).
- 5 août : 
  - François Pluchart, écrivain, journaliste et critique d'art français, spécialiste de l'art contemporain († 8 novembre 1988).
  - Manuel Pinto da Costa, homme politique santoméen.
- 6 août : 
  - Charlie Haden, contrebassiste de jazz américain († 11 juillet 2014).
  - Barbara Windsor, actrice britannique († 10 décembre 2020).
- 7 août : Tore Eriksson, biathlète suédois († 17 février 2017).
- 8 août : Dustin Hoffman, acteur américain.
- 9 août : Abhimanyu Unnuth, écrivain mauricien († 4 juin 2018).
- 11 août :
  - Jacques Cordier, peintre français († 12 décembre 1975).
  - Dieter Kemper, coureur cycliste allemand († 11 octobre 2018).
- 15 août : Raoul Casadei, musicien italien († 13 mars 2021).
- 17 août : Spýros Fokás, acteur grec († 10 novembre 2023).
- 20 août :
  - Stelvio Cipriani, composieur italien († 1er octobre 2018).
  - El Fary, chanteur populaire et acteur espagnol († 19 juin 2007).
- 21 août : 
  - Robert Stone, écrivain américain († 10 janvier 2015).
  - Gustavo Noboa, homme politique équatorien († 16 février 2021).
- 22 août :
  - Rima Melati, actrice indonésienne († 23 juin 2002).
  - Michel Pollien, évêque catholique français, évêque auxiliaire de Paris († 15 janvier 2013).
  - Margaret Prosser, pair travailliste.
- 24 août : Moshood Abiola, homme d'affaires et politicien nigérian († 7 juillet 2022).
- 25 août :
  - John G. Bryden, homme d'affaires et sénateur canadien († 24 juillet 2016).
  - Lones Wigger, tireur américain († 14 décembre 2017).
- 26 août :
  - Nina Companeez, scénariste et réalisatrice française († 9 avril 2015).
  - Otto J. Schaden, égyptologue américain († 23 novembre 2015).
- 28 août :
  - Monique Apple, peintre et écrivain française († 2 janvier 1998).
  - François Béranger, chanteur français († 14 octobre 2003).
  - Jordi Bonàs, peintre et lithographe espagnol († 1er février 2017).
- 29 août :
  - Ofer Bar-Yosef, archéologue et préhistorien israélien († 14 mars 2020).
  - Pasquale Carminucci, gymnaste italien († 22 février 2015).
  - Carol Doda, stripteaseuse américaine († 9 novembre 2015).
  - Jean-Pierre Pophillat, peintre figuratif et lithographe français († 19 septembre 2020).
- 30 août : Bernard Schreiner, homme politique français († 24 mars 2020).
- 31 août : Warren Berlinger, acteur américain († 2 décembre 2020).

## Septembre
- 1er septembre :
  - Carmelo Bene, comédien italien († 16 mars 2002).
  - Ilya Datunashvili, footballeuse soviétique puis géorgienne († 11 février 2022).
- 2 septembre : Giuseppe Galante, rameur d'aviron italien († 20 décembre 2021).
- 3 septembre : Euan Geddes, pair et homme politique conservateur britannique.
- 5 septembre :
  - Antonio Valentín Angelillo, joueur et entraîneur de football argentin et italien († 5 janvier 2018).
  - Waldemar Smolarek, peintre polonais († 22 août 2010).
  - Nektarios Tchargeïchvili, compositeur, pédagogue et philosophe soviétique († 14 novembre 1971).
  - Noureddine Yazid Zerhouni, femme politique algérien († 18 décembre 2020).
- 6 septembre :
  - Janusz Kurczab, épéiste et alpiniste polonais († 11 avril 2015).
  - Anton Quintana, romancier et scénariste néerlandais († 15 octobre 2017).
- 7 septembre :
  - Oleg Lobov, homme politique soviétique puis russe († 6 septembre 2018).
  - Olly Wilson, compositeur de musique contemporaine, pianiste, contrebassiste et musicologue américain († 12 mars 2018).
- 8 septembre :
  - Cüneyt Arkın, acteur turc († 28 juin 2022).
  - Josef Panáček, tireur sportif tchécoslovaque puis tchèque († 5 avril 2022).
- 9 septembre : Jean Augustine, femme politique canadienne.
- 10 septembre : Tommy Overstreet, chanteur de country américain († 2 novembre 2015).
- 11 septembre :
  - Herri ar Borgn, poète et écrivain français († 26 septembre 2015).
  - Robert Crippen, astronaute américain.
  - Paola Ruffo di Calabria, reine des Belges entre 1993 et 2013.
  - Erik Dietman, sculpteur, peintre et dessinateur suédois († 28 juin 2002).
  - Yossif Kobzon, chanteur soviétique puis russe († 30 août 2018).
  - Tomas Venclova, poète et militant des droits de l'homme lituanien (et soviétique durant l'annexion de la Lituanie par l'URSS).
  - Marilynn Webb, peintre et graveuse néo-zélandaise († 16 août 2021).
- 12 septembre :
  - Gus Backus, musicien et chanteur américain († 21 février 2019).
  - George Chuvalo, boxeur canadien d'origine croate.
  - Emmanuelle Khanh, styliste française († 17 février 2017).
  - Henri Lopes, écrivain, homme politique et diplomate congolais († 2 novembre 2023).
- 13 septembre :
  - Jean Chatillon, pédagogue et compositeur canadien († 16 janvier 2019).
  - Alv Gjestvang, patineur de vitesse norvégien († 26 novembre 2016).
  - Gene Guarilia, joueur de basket-ball américain († 20 novembre 2016).
  - Sandra Mackey, écrivaine américaine († 19 avril 2015).
  - Jessica Mann, femme de lettres britannique († 10 juillet 2018).
  - Fred Silverman, producteur de télévision américain († 30 janvier 2020).
  - Metin Türel, footballeur puis entraîneur de football turc († 17 novembre 2018).
- 14 septembre : Renzo Piano, architecte italien.
- 15 septembre :
  - Jean-Claude Decaux, industriel français († 27 mai 2016).
  - Lacy Duarte, peintre uruguayenne († 27 décembre 2015).
  - Imre Rapp, footballeur hongrois († 3 juin 2015).
- 17 septembre : Pierre Alard, ahhlète français, spécialiste du lancer du disque († 13 janvier 2019).
- 18 septembre :
  - Ralph Backstrom, hockeyeur sur glace canadien († 7 février 2021).
  - Ninel Loukanina, joueuse soviétique de volley-ball.
  - Paul Van Grembergen, homme politique belge flamand († 4 juin 2016).
- 19 septembre : Jean-Pierre Andrevon, écrivain de science-fiction français.
- 20 septembre : Geoffrey Dear, pair et officier de police britannique.
- 21 septembre : Amparo Baró, actrice espagnole († 29 janvier 2015).
- 22 septembre : 
  - Don Rutherford, joueur de rugby à XV anglais († 12 novembre 2016 ou 13 novembre 2016).
  - Jalal Zolfonoun, musicien iranien († 18 mars 2012).
- 23 septembre : Martin Litchfield West, helléniste britannique († 13 juillet 2015).
- 25 septembre : Takis Loukanidis, footballeur grec († 11 janvier 2018).
- 26 septembre : Jerry Weintraub, producteur américain († 6 juillet 2015).
- 27 septembre : Georges Taberner, footballeur français († 1983).
- 29 septembre : 
  - Jef Claerhout, sculpteur belge († 10 août 2022).
  - Jean-Pierre Elkabbach, journaliste français(† 3 octobre 2023).
- 30 septembre : Jean-Pierre Azéma, historien français († 14 juillet 2025).

## Octobre
- 1er octobre: Antun Rudinski, footballeur international puis entraîneur yougoslave  († 7 octobre 2017).
- 2 octobre : 
  - Johnnie Cochran Jr, avocat américain († 29 mars 2005).
  - Roberto Herlitzka, acteur italien († 31 juillet 2024).
- 4 octobre : Jackie Collins, actrice et romancière britanno-américaine († 19 septembre 2015).
- 5 octobre : Abi Ofarim, chanteur israélien († 4 mai 2018).
- 7 octobre :
  - Édouard-Jean Empain, homme d’affaires belge († 20 juin 2018).
  - Cirilo Vila, compositeur et pianiste chilien († 23 juillet 2015).
  - Paul Vachon, lutteur canadien († 29 février 2024).
- 9 octobre : Fiona Cumming, réalisatrice britannique († 1er janvier 2015).
- 10 octobre : Ali Triki, homme politique libyen († 19 octobre 2015).
- 11 octobre : 
  - Ron Leibman, acteur et scénariste américain († 6 décembre 2019).
  - Bobby Charlton, footballeur anglais († 21 octobre 2023).
- 13 octobre : Adolph Bachmeier, footballeur américain († 21 juillet 2016).
- 15 octobre : 
  - Claude Érignac, préfet assassiné en Corse († 6 février 1998).
  - Sadok Omrane, boxeur tunisien († 16 août 2021).
- 16 octobre :
  - Emile Ford, chanteur de rock britannique († 11 avril 2016).
  - John Whitmore, pilote automobile britannique († 28 avril 2017).
- 17 octobre :
  - Jonas Gwangwa (en), musicien de jazz sud-africain († 23 janvier 2021).
  - Giuseppe Pericu, homme politique italien († 13 juin 2022).
  - Mustapha Tlili, écrivain et intellectuel tunisien († 20 octobre 2017).
- 19 octobre : Terence Thomas, homme politique et banquier britannique († 1er juillet 2018).
- 21 octobre :
  - Craig Chudy, acteur américain († 30 janvier 2024).
  - Édith Scob, actrice française († 26 juin 2019).
- 22 octobre :
  - Charles Debbasch, juriste et personnalité politique française († 8 janvier 2022).
  - Kader Khan, scénariste, acteur et producteur indien († 31 décembre 2018).
  - Alan Ladd Jr., producteur américain († 2 mars 2022).
  - René Visse, homme politique français († 18 février 2020).
- 23 octobre : Jean-Pierre Cot, homme politique français.
- 24 octobre : Chantal Masson, altiste canadienne.
- 25 octobre : Vendramino Bariviera, coureur cycliste italien († 23 novembre 2001).
- 26 octobre : Ansis Epners, réalisateur et producteur de cinéma letton († 2 avril 2003).
- 27 octobre : Ibrahim Mbombo Njoya, homme politique camerounais († 27 septembre 2021).
- 28 octobre :
  - Marie-Françoise Bucquet, pianiste française († 15 août 2018).
  - Graham Bond, musicien anglais († 8 mai 1974).
- 30 octobre : Claude Lelouch, réalisateur, producteur, scénariste et cadreur français.

## Novembre
- 1er novembre :
  - Rafael Girón, matador vénézuélien († 25 avril 2001).
  - Steven Hilliard Stern, réalisateur, producteur et scénariste canadien († 27 juin 2018).
- 4 novembre :
  - Lorenzo Alocén, basketteur espagnol († 18 janvier 2022).
  - Michael Wilson, diplomate, politicien et chef d'entreprise canadien († 10 février 2019).
- 5 novembre : Hervé Télémaque, artiste peintre français († 10 novembre 2022).
- 6 novembre :
  - Gerry St. Germain, femme politique canadienne.
- Yánnis Tseklénis, styliste grec († 29 janvier 2020).
- 7 novembre :
  - Mario Bettati, juriste français († 23 mars 2017).
  - Camille Bob, chanteur et musicien de Rhythm and blues américain († 6 juillet 2015).
- 8 novembre :
  - Peter Brabrook, footballeur anglais († 10 décembre 2016).
  - Dragoslav Šekularac, footballeur international yougoslave († 5 janvier 2019).
- 9 novembre : Charles Revet, homme politique français († 30 novembre 2021).
- 10 novembre : Richard Bradford, acteur américain († 22 mars 2016).
- 11 novembre : Stephen Lewis, homme politique, communicateur, diplomate et animateur de radio canadien.
- 12 novembre : Richard H. Truly, astronaute américain († 27 février 2024).
- 13 novembre : Malek Alloula, écrivain algérien de langue française († 17 février 2015).
- 14 novembre : André Dulait, homme politique français († 18 janvier 2020).
- 16 novembre : Lothar Späth, homme politique allemand († 18 mars 2016).
- 17 novembre : Peter Cook, acteur britannique († 9 janvier 1995).
- 18 novembre : Adolfo Lastretti, acteur et acteur de doublage italien († 5 mai 2018).
- 19 novembre : Yoshikichi Furui, écrivain japonais († 18 février 2020).
- 20 novembre : René Kollo, ténor allemand.
- 21 novembre :
  - Denis Roche, écrivain, poète et photographe français († 2 septembre 2015).
  - Svetlana Kana Radević, architecte monténégrine († 8 novembre 2000).
  - Ferenc Kósa, réalisateur et scénariste hongrois († 12 décembre 2018).
- 22 novembre : Zenon Jankowski, aspirant-spationaute polonais.
- 23 novembre : Karl Mildenberger, boxeur allemand († 5 octobre 2018).
- 24 novembre : Jean-Pierre Jeancolas, historien du cinéma et critique français († 25 septembre 2017).
- 26 novembre :
  - Léo Lacroix, skieur alpin français.
  - Boris Yegorov, cosmonaute soviétique puis russe († 12 septembre 1994).
- 28 novembre : 
  - René Schumacker, botaniste et bryologue belge, professeur à l'université de Liège, ancien directeur de la Station scientifique des Hautes-Fagnes († 10 février 2015).
  - Nicole-Claude Mathieu, Anthropologue, maître de conférences et féministe matérialiste († 9 mars 2014).
- 29 novembre : Branislav Martinović, lutteur gréco-romain yougoslave († 26 février 2015).
- 30 novembre :
  - Christian Bouillette, acteur français.
  - Miúcha (Heloísa Maria Buarque de Hollanda) : chanteuse et compositrice brésilienne († 27 décembre 2018).
  - Ridley Scott, réalisateur, scénariste et producteur britannique.

## Décembre
- 1er décembre :
  - Asad Ali Khan, musicien indien († 14 juin 2011).
  - Vaira Vīķe-Freiberga, femme politique lettone, présidente de la Lettonie de 1999 à 2007.
- 2 décembre : 
  - Alain Gérard, homme politique français († 26 février 2018).
  - Brian Lumley, auteur anglais de romans d'horreur († 2 janvier 2024).
- 3 décembre : Francisco Xavier do Amaral, homme politique du Timor oriental († 6 mars 2012).
- 4 décembre :
  - David Bailie, acteur britannique († 5 mars 2021).
  - William Lombardy, grand maître du jeu d'échecs et prêtre catholique défroqué américain († 13 octobre 2017).
  - Donnelly Rhodes, acteur, réalisateur et producteur canadien († 8 janvier 2018).
- 5 décembre :
  - Sotìr Ferrara, prélat catholique italien († 25 novembre 2017).
  - Jacquette Reboul, poétesse et essayiste française († 21 novembre 2022).
  - Guy Thomazeau, évêque catholique français, archevêque de Montpellier.
- 7 décembre : 
  - Mike Carr, organiste, pianiste et vibraphoniste de jazz britannique († 22 septembre 2017).
  - Kenneth Colley, acteur britannique († 30 juin 2025).
- 9 décembre : 
  - Bertrice Small, romancière américaine († 24 février 2015).
  - Darwin Joston, acteur américain († 1er juin 1998).
  - Pierre Pachet, écrivain et essayiste français († 21 juin 2016).
- 10 décembre : Gérard Mauduy, joueur puis entraîneur de rugby à XV français († 10 mars 2022).
- 11 décembre : Jim Harrison, écrivain américain († 26 mars 2016).
- 12 décembre : 
  - Michael Jeffery, militaire et homme d'État australien († 18 décembre 2020).
  - John Mulagada évêque catholique indien († 16 août 2009).
  - Anthony Sharma, prêtre jésuite népalais († 8 décembre 2015).
  - Connie Francis, chanteuse et actrice américaine († 17 juillet 2025).
- 13 décembre :
  - Max Alauzun, footballeur français († 23 juillet 2009).
  - Robert Gernhardt, écrivain, illustrateur et peintre allemand († 30 juin 2006).
  - José Lluís, joueur et entraîneur de basket-ball espagnol († 4 octobre 2018).
- 14 décembre : Frans De Mulder, coureur cycliste belge († 5 mars 2001).
- 16 décembre :
  - Ivan Deyanov, football international bulgare († 26 septembre 2018).
  - Joe Farrell, saxophoniste et flûtiste de jazz américain († 10 janvier 1986).
- Ciro Duran, réalisateur et scénariste colombien († 10 janvier 2022).
- 17 décembre : Jaime Lerner, architecte, urbaniste et homme politique brésilien († 27 mai 2021).
- 19 décembre :
  - Wayne Maunder, acteur américain († 11 novembre 2018).
  - David Rowe-Beddoe, homme d'affaires britannique († 15 novembre 2023).
  - Klim Tchourioumov, astronome soviétique puis ukrainien († 15 octobre 2016).
- 21 décembre :
  - Jane Fonda, actrice américaine.
  - Leonid Kvinikhidze, réalisateur, scénariste et metteur en scène soviétique puis russe († 13 mars 2018).
  - Maurice Nivat, informaticien français († 21 septembre 2017).
  - Lawrence Roberts, ingénieur en informatique américain († 26 décembre 2018).
  - David Lévy, homme politique israélien († 2 juin 2024).
- 22 décembre :
  - Pierluigi Chicca, sabreur italien († 18 juin 2017).
  - Edouard Ouspenski, écrivain soviétique puis russe († 14 août 2018).
- 23 décembre : Karol J. Bobko, astronaute américain († 17 août 2023).
- 25 décembre : Marcel Maréchal, acteur et metteur en scène français († 11 juin 2020).
- 26 décembre : John Horton Conway, mathématicien britannique († 11 avril 2020).
- 28 décembre : Céline Léger, actrice canadienne († 20 janvier 2017).
- 29 décembre : Sayeeda Khanam, photographe bangladaise († 18 août 2020).
- 30 décembre :
  - Rauf Babayev, chanteur pop azerbaïdjanais († 27 mars 2020).
  - Gordon Banks, footballeur international anglais († 12 février 2019).
- 31 décembre :
  - Brahim Boutaleb, historien, universitaire et homme politique marocain († 1er mars 2022).
  - Carl Emil Christiansen, joueur puis entraîneur de football danois († 15 janvier 2018).
  - Francisco Gabica, coureur cycliste espagnol († 7 juillet 2014).
  - Anthony Hopkins, acteur, réalisateur, producteur, scénariste et compositeur britannico-américain.
  - Milutin Šoškić, footballeur serbe et yougoslave († 27 août 2022).

## Date précise inconnue
- Hamadjoda Adjoudji, homme politique camerounais († 7 novembre 2018).
- Régis Brun, historien, essayiste et écrivain canadien († 14 juillet 2015).
- Brij Bhushan Kabra, musicien indien († 12 avril 2018).
- Mzee Ojwang, acteur kényan († 12 juillet 2015).
- Tenzin Wangdak, médium de l'oracle de Gadhong et ancien secrétaire du Cabinet ministériel du gouvernement tibétain en exil († 9 août 2015).
- Khalid Abdullah, milliardaire et propriétaire de chevaux de courses saoudien († 12 janvier 2021).
- Julian Barbour, physicien britannique.
- Don Goldstein, ancien joueur américain de basket-ball († 27 mai 2022).
- Jean Charles, animateur radiophonique et humoriste de Suisse romande († 24 septembre 2022).
- Nicola L., pseudonyme de Nicola Leuthe, peintre, sculptrice, cinéaste et féministe française († 31 décembre 2018).
- Eva Neer, biochimiste américaine († 2001).

## Vers 1937
- Naji al-Ali, caricaturiste, journaliste et peintre palestinien († 29 août 1987).